# Motörhead (альбом)
Motörhead — дебютний студійний альбом англійського гурту Motörhead, представлений 21 серпня 1977 року лейблом Chiswick.

## Список пісень
| Сторона один | Сторона один              | Сторона один |
| #            | Назва                     | Тривалість   |
| ------------ | ------------------------- | ------------ |
| 1.           | «Motörhead»               | 3:13         |
| 2.           | «Vibrator»                | 3:39         |
| 3.           | «Lost Johnny»             | 4:15         |
| 4.           | «Iron Horse/Born to Lose» | 5:21         |

| Сторона два | Сторона два            | Сторона два |
| #           | Назва                  | Тривалість  |
| ----------- | ---------------------- | ----------- |
| 5.          | «White Line Fever»     | 2:38        |
| 6.          | «Keep Us on the Road»  | 5:57        |
| 7.          | «The Watcher»          | 4:30        |
| 8.          | «Train Kept A-Rollin'» | 3:19        |
| 32:52       |                        |             |

## Учасники запису
- Леммі Кілмістер — вокал
- Едді «Фаст» Кларк — гітара
- Філ «Філті Енімал» Тейлор — ударні

## Чарти
| Чарт (1977)                     | Найвища позиція |
| ------------------------------- | --------------- |
| Велика Британія UK Albums (OCC) | 43              |

| Чарт (1981)                     | Найвища позиція |
| ------------------------------- | --------------- |
| Велика Британія UK Albums (OCC) | 76              |

| Чарт (2017)                                  | Найвища позиція |
| -------------------------------------------- | --------------- |
| Велика Британія UK Independent Albums (OCC)  | 45              |
| Велика Британія UK Rock & Metal Albums (OCC) | 18              |

## Сертифікації
| Регіон                                             | Сертифікація | Продажі |
| -------------------------------------------------- | ------------ | ------- |
| Велика Британія (BPI)                              | Срібний      | 60 000^ |
| ^відвантаження, що базуються лише на сертифікаціях |              |         |